# Ileana Sinnone
Ileana Sinnone (Milà, 4 de desembre de 1944) és una soprano italiana.
Estudià amb Vladimiro Badiali a Milà. Debutà com a Norina a Don Pasquale de Donizetti el 1965. Va obtenir el primer premi A Peri, a Reggio Emilia, el 1966. Claudio Abbado la trià el 1976 per interpretar Simon Boccanegra a la Scala de Milà. Ha cantat diverses vegades al Gran Teatre del Liceu de Barcelona.